# Daniele Munari
Daniele Munari (Asiago, 16 giugno 1983) è un ex combinatista nordico italiano.

## Biografia
Nato ad Asiago, in provincia di Vicenza, nel 1983, ha esordito in Coppa del Mondo il 9 gennaio 2002 in Val di Fiemme.
Nel 2002 e 2003 ha partecipato ai Mondiali juniores, rispettivamente a Schonach, in Germania, e Sollefteå, in Svezia, terminando nel primo caso 34º nell'individuale, nel secondo 24º nell'individuale, 47º nello sprint e 13º nella gara a squadre.
Sempre nel 2003 ha preso parte ai Mondiali senior in Val di Fiemme, concludendo 44º nell'individuale e 11º nella gara a squadre.
2 anni dopo, ai Mondiali di Oberstdorf 2005, in Germania, è arrivato 40º nell'individuale e 43º nello sprint.
A 22 anni ha preso parte ai Giochi olimpici di Torino 2006, in tutte e tre le gare, terminando 39º nell'individuale, 38º nello sprint e non concludendo la gara a squadre, dove gareggiava con Davide Bresadola, Giuseppe Michielli e Jochen Strobl.
Prima di ritirarsi dall'attività agonistica, nel 2010, a 27 anni, ha partecipato ad altri due Mondiali: Sapporo 2007, in Giappone, e Liberec 2009, in Repubblica Ceca, nel primo ha concluso 45º nell'individuale e 35º nello sprint, nel secondo 45º nella mass start.
Ai campionati italiani di combinata nordica ha vinto 2 argenti e 6 bronzi tra individuale e sprint, mentre a quelli di salto con gli sci 1 bronzo nel trampolino normale.